# 五邊形數定理
五邊形數定理是一個由歐拉發現的數學定理，描述歐拉函數{\displaystyle \phi (q)}展開式的特性
。歐拉函數的展開式如下：
{\displaystyle \prod _{n=1}^{\infty }(1-x^{n})=\sum _{k=-\infty }^{\infty }(-1)^{k}x^{\frac {k(3k-1)}{2}}=\sum _{k=0}^{\infty }(-1)^{k}x^{\frac {k(3k\pm 1)}{2}}}
亦即
{\displaystyle (1-x)(1-x^{2})(1-x^{3})\cdots =1-x-x^{2}+x^{5}+x^{7}-x^{12}-x^{15}+x^{22}+x^{26}+\cdots .}
歐拉函數展開後，有些次方項被消去，只留下次方項為1, 2, 5, 7, 12, ...的項次，留下來的次方恰為廣義五邊形數。
若將上式視為幂級數，其收斂半徑為1，不過若只是當作形式冪級數來考慮，就不會考慮其收斂半徑。

## 和分割函數的關係
歐拉函數的倒數是分割函數的母函數，亦即：
{\displaystyle {\frac {1}{\phi (x)}}=\sum _{k=0}^{\infty }p(k)x^{k}}
其中{\displaystyle p(k)}為k的分割函數。
上式配合五邊形數定理，可以得到
{\displaystyle (1-x-x^{2}+x^{5}+x^{7}-x^{12}-x^{15}+x^{22}+x^{26}+\cdots )(1+p(1)x+p(2)x^{2}+p(3)x^{3}+\cdots )=1}
考慮{\displaystyle x^{n}}項的係數，在 n>0 時，等式右側的係數均為0，比較等式二側的係數，可得
{\displaystyle p(n)-p(n-1)-p(n-2)+p(n-5)+p(n-7)+\cdots =0}
因此可得到分割函數p(n)的递归式
{\displaystyle p(n)=p(n-1)+p(n-2)-p(n-5)-p(n-7)+\cdots }
以n=10為例
{\displaystyle p(10)=p(9)+p(8)-p(5)-p(3)=30+22-7-3=42}

## 外部連結
- Euler and the pentagonal number theorem
- On Euler's Pentagonal Theorem（页面存档备份，存于） at MathPages
- Number Theorem.[永久] at MathWorld
- The Pentagonal Number Theorem and All That（页面存档备份，存于） from Dick Koch.